# Nissi
Nissi era un comune rurale dell'Estonia settentrionale, nella contea di Harjumaa. Dal 2017 Nissi fa parte del comune rurale di Saue. Il centro amministrativo del comune era il borgo (in estone alevik) di Riisipere.

## Località
Oltre al capoluogo, il comune comprende un altro borgo, Turba, e 17 località (in estone küla).
Aude, Ellamaa, Jaanika, Kivitammi, Lehetu, Lepaste, Madila, Munalaskme, Mustu, Nurme, Odulemma, Rehemäe, Siimika, Tabara, Ürjaste, Vilumäe, Viruküla.